# نظرية مؤامرة بايدن وأوكرانيا
نظرية مؤامرة بايدن وأوكرانيا هي سلسلة من الادعاءات الكاذبة التي تقول إن المرشح الديمقراطي للرئاسة لعام 2020 جو بايدن انخرط في أنشطة فاسدة تتعلق بتوظيف ابنه هنتر بايدن في شركة الغاز الأوكرانية بوريسما، حين كان الأول نائبًا لرئيس الولايات المتحدة. وانتشرت هذه النظرية بهدف الاضرار بحملة بايدن الرئاسية.
تدعي نظرية المؤامرة أن نائب الرئيس آنذاك بايدن حجب ضمانات القروض للضغط على أوكرانيا لإقالة المدعي العام لمنع تحقيق في فساد بوريسما لحماية ابنه. على الرغم من أن بايدن حجب المساعدات الحكومية للضغط على أوكرانيا لإقالة المدعي العام، إلا أن هذه كانت السياسة الخارجية الرسمية لحكومة الولايات المتحدة لأنها تعتقد أن المدعي العام متساهل للغاية بالتحقيق في الفساد؛ هذا الموقف كان مدعومًا أيضًا من قبل الاتحاد الأوروبي والبنك الدولي وصندوق النقد الدولي.
نشر مقال في نيويورك بوست في أكتوبر عام 2020 بدعم من مؤيدي ترامب رودي جولياني وستيف بانون، ولفت الانتباه مجددًا إلى تلك المزاعم؛ التي كانت موضع شك كبير عند الأخرين.

## الخلفية
يعمل هنتر بايدن كمحامٍ، وتضمنت حياته المهنية سابقًا عمله كنائب رئيس تنفيذي في شركة إن بي إن إيه، وقد عمل ثلاث سنوات في وزارة التجارة الأمريكية. ثم عمل كعضو جماعة ضغط حتى عام 2006، عندما عُين في مجلس إدارة شركة أمتراك من قبل جورج دبليو بوش، وهو المنصب الذي استقال منه في فبراير عام 2009، بعد فترة وجيزة من تنصيب باراك أوباما، أصبح والده جو بايدن نائب الرئيس. ثم استأنف عمله في جماعات الضغط، وكان مستشارًا لشركة المحاماة بويز شيلر فلكسنر إل إل بّي، حتى عُين من قبل شركة النفط والغاز الأوكرانية بوريسما القابضة. ونظرًا إلى أنه لم يكن لديه خبرة سابقة في قطاع الطاقة، فقد أعتبر ذلك على أنه محاولة محتملة لشراء النفوذ من خلال والده، واعتبر مستشارو إدارة أوباما ذلك محرجًا.
تقول نظرية المؤامرة إن بوريسما استغلت منصبه للتأثير على نائب الرئيس آنذاك جو بايدن، الذي اشترط لاحقًا الإفراج عن مليار دولار من المساعدات الحكومية الأمريكية بشرط أن تقوم أوكرانيا بإقالة المدعي العام، فيكتور شوكين، وذلك لمنع التحقيق مع الشركة بتهمة الفساد. ولكن هذا السرد غير متوافق مع التقارير المعاصرة، وتكرر إيجاد الأخطاء فيه. جرى التأكيد على أن توظيف هنتر بايدن كان مشبوهًا بسبب افتقاره إلى الخبرة في قطاع صناعة الطاقة، على الرغم من أنه محامٍ، وعُين بهدف التشاور بشأن «الشفافية وحوكمة الشركات والمسؤولية والتوسع الدولي والأولويات الأخرى» وليس لأمور تتعلق بالطاقة. لم يُعثر على أي دليل يشير إلى تورط هنتر بايدن في استغلال النفوذ مع والده. في حين أن نائب الرئيس بايدن حجب مليار دولار من المساعدات الحكومية لأوكرانيا في عام 2015، فقد حدث ذلك كسياسة أمريكية ودولية لحث أوكرانيا على عزل المدعي العام الفاسد وغير الفعال، وليس لمنع التحقيق في بوريسما. فشل شوكين في التحقيق بجدية في علاقات الأقلية الفاسدة التي تحكم البلاد، بما في ذلك مؤسس بوريسما ميكولا زلوتشفسكي.

## فيكتور شوكين
عين الرئيس الأوكراني بترو بوروشنكو المدعي العام شوكين والذي كان مواليًا له، وضغط ممثلو الاتحاد الأوروبي والولايات المتحدة على بوروشنكو لإقالته، كما البنك الدولي وصندوق النقد الدولي. عُزل شوكين أخيرًا من منصبه في مارس عام 2016 بتصويت أغلبية ساحقة في البرلمان الأوكراني، بعد التحقيق في ابتزاز شركة أخرى، أفضى إلى وجود شركاء كان بحوزتهم ألماس ونقود وأشياء ثمينة أخرى، بالإضافة إلى وثائق وجوازات سفر تخص شوكين. هُزم بوروشنكو لاحقًا في الانتخابات الرئاسية الأوكرانية لعام 2019 على يد المرشح الإصلاحي المستقل فولوديمير زيلينسكي، الذي ترشح وفق منطلق مكافحة الفساد.

## محاكمة عزل ترامب
جاءت محاكمة عزل دونالد ترامب بسبب تقارير عن مكالمة هاتفية مع زيلينسكي، طالب فيها ترامب بإجراء تحقيق مع بوريسما وهنتر بايدن مقابل الإفراج عن مساعدات مالية وعسكرية خصصها الكونغرس. خلال جلسات الاستماع ومحاكمة الرئيس دونالد ترامب في عامي 2019 و2020، زعم هو وحلفاؤه مرارًا وتكرارًا أن جو بايدن وابنه متورطان في أنشطة فاسدة في أوكرانيا. قال ترامب إنه يخطط لجعلها قضية رئيسية خلال السباق الرئاسي للولايات المتحدة لعام 2020، بينما حققت لجنة مجلس الشيوخ التي يسيطر عليها الجمهوريون في المزاعم في ربيع عام 2020. نفى بوروشنكو في يونيو عام 2020 أن يكون جو بايدن قد تواصل معه بشأن شركة بوريسما ووصف التسجيلات بأنها مزيفة. خلص تحقيق مجلس الشيوخ في سبتمبر عام 2020 إلى أن هنتر بايدن «استغل» اسم والده، لكنه لم يعثر على أي دليل على نفوذ غير لائق أو أي مخالفة من قبل والده.

## رودي جولياني
قاد المحامي الشخصي لترامب، رودي جولياني، جهودًا لجمع المعلومات في أوكرانيا لتعزيز الادعاءات، وأكد المدعي العام وليام بر أن وزارة العدل أنشأت «عملية قبول» لمراجعة نتائج جولياني. أصدر المشرع الأوكراني أندري ديركاتش، وهو مساعد لرودي جولياني وله صلات بالاستخبارات الروسية، مقتطفات من تسجيلات جو بايدن وهو يتحدث إلى بوروشنكو. وأظهرت التسجيلات، التي لم يجري التحقق من صحتها ويبدو أنها عُدلت بشكل كبير، أن بايدن يربط ضمانات القروض لأوكرانيا بالإطاحة بالنائب العام في البلاد. لم تقدم التسجيلات دليلًا يدعم نظرية المؤامرة المستمرة بأن بايدن أراد طرد المدعي العام لحماية ابنه. وفي سبتمبر عام 2020، عاقبت وزارة الخزانة الأمريكية ديركاتش، مشيرة إلى أنه «كان عميلًا روسيًا نشطًا لأكثر من عقد من الزمان، وحافظ على علاقات وثيقة مع أجهزة المخابرات الروسية». وأضافت وزارة الخزانة أن ديركاتش «شن حملة تأثير سرية تركزت على تنمية روايات كاذبة وغير مدعمة بأدلة تتعلق بالمسؤولين الأمريكيين في الانتخابات الرئاسية المقبلة لعام 2020»، بما في ذلك إصدار «أشرطة صوتية معدلة ومعلومات أخرى غير مدعومة بقصد تشويه سمعة المسؤولين الأمريكيين».
في بعض القضايا، عمل جولياني ورفاقه مع أفراد مرتبطين بالجريمة المنظمة الروسية والاستخبارات، بمن فيهم دميترو فيرتاش وديركاتش. في أواخر عام 2019، كُشف عن أن المدعي العام للولايات المتحدة للمنطقة الجنوبية من نيويورك، والتي كان جولياني يقودها سابقًا، كان يحقق مع جولياني في جرائم متعددة تتعلق بأنشطته في أوكرانيا. حذر مسؤولو المخابرات الأمريكية رئيس لجنة التحقيق في قضية بايدن، رون جونسون، من خطر أن يصبح لعبة في أيدي المخابرات الروسية لنشر معلومات مضللة. ذكرت صحيفة واشنطن بوست في أكتوبر عام 2020 أن وكالات المخابرات الأمريكية حذرت البيت الأبيض في عام 2019 من أن جولياني كان هدفًا لعملية تأثير روسية. وحذر مستشار الأمن القومي روبرت أوبراين الرئيس ترامب من قبول ما قاله له جولياني. وكان مسؤولون آخرون بمن فيهم المدعي العام بيل بر (وليام بر)، ومدير مكتب التحقيقات الفيدرالي كريس راي، ومستشار البيت الأبيض بات سيبولون، على علم أيضًا باستهداف جولياني. واعترضت المخابرات الأمريكية التي كانت تراقب الأصول الروسية اتصال جولياني معهم.
وفقًا لمسؤولين قابلتهم ذا ديلي بيست، أخبر مستشار الأمن القومي آنذاك جون بولتون موظفيه بعدم مقابلة جولياني لأن بولتون قد أُبلغ بأن جولياني كان ينشر نظريات المؤامرة التي تتماشى مع المصالح الروسية في تعطيل انتخابات عام 2020. وكان هؤلاء المسؤولون قلقين أيضًا من استخدام جولياني كقناة للمعلومات المضللة، بما في ذلك «تسريبات» رسائل البريد الإلكتروني التي من شأنها أن تمزج بين المواد الحقيقية والمزورة من أجل توريط هنتر بايدن في معاملات فساد. وفي مقابلة مع ذا ديلي بيست، أعلن جولياني لاحقًا أن عقوبة ديركاتش كانت نتيجة مؤامرة قادها جورج سوروس وأن «احتمال أن يكون ديركاتش جاسوسًا روسيًا ليس أفضل من 50/50».